# 에이수스 젠폰 7
젠폰 7과 젠폰 7 프로는 안드로이드 기반의 스마트폰으로, 에이수스에서 제조, 출시 및 판매한다. 이 전화기들은 2020년 8월 26일에 공개되었으며, 젠폰 6의 후속작이다.

## 소개

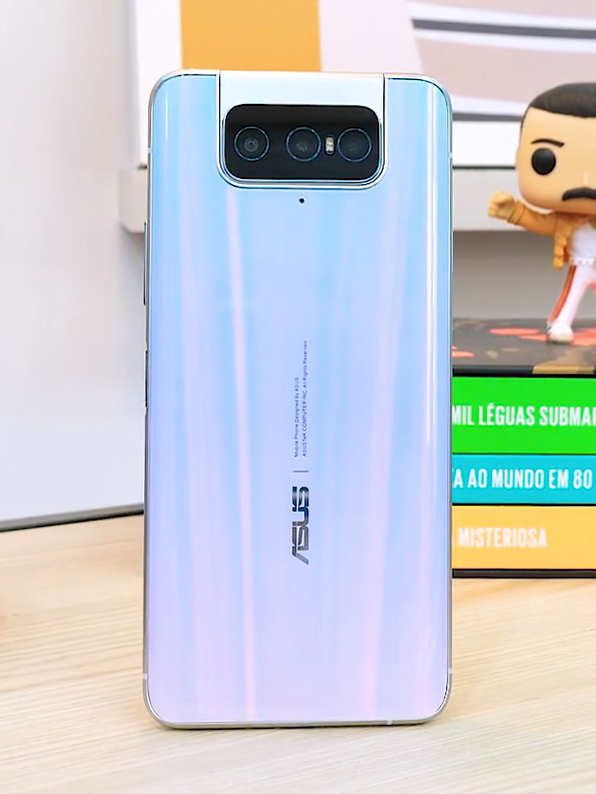
차세대 젠폰 7 프로 파스텔 화이트 색상

2020년 8월 26일, 에이수스는 대만 본사에서 진행된 온라인 중문 기자회견을 통해 젠폰 7 시리즈를 발표했다. 젠폰 7 시리즈는 젠폰 7과 젠폰 7 프로로 구성되어 있으며, 젠폰 6의 상징적인 플립업 카메라 폼 팩터를 유지하면서 3배 망원 카메라, 소니그룹 IMX686 메인 센서, 8K 비디오 녹화 기능, 개선된 구동 메커니즘, 그리고 프로 모델에만 적용된 광학 이미지 안정화 기능이 추가되었다. 젠폰 7 시리즈는 6.67인치 90 Hz 아몰레드 디스플레이와 200 Hz 터치 샘플링을 특징으로 하며, 5G 지원이 가능한 스냅드래곤 865 시스템 온 칩을 탑재했고, 프로 모델에는 더 빠른 클럭의 스냅드래곤 865 플러스가 탑재되었다. 그 외 변경 사항으로는 헤드폰 잭 제거, 젠UI 7, 30W 고속 충전, 측면 통합 지문 인식 센서-전원 버튼-스마트 키, UFS 3.1 스토리지, 노키아의 OZO 오디오 처리를 활용한 3개의 마이크 어레이, 그리고 더 크고 무거워진 전체적인 폼 팩터가 있다. 젠폰 7과 7 프로의 가격은 각각 NT$21,990와 NT$27,990부터 시작한다. 젠폰 7 시리즈는 5G 밴드 지원 부족으로 인해 북미에서는 출시되지 않았다.